# Aéroport de Maniitsoq
L'aéroport de Maniitsoq (en groenlandais : Mittarfik Maniitsoq) (code IATA : JSU • code OACI : BGMQ) est un aéroport situé à environ 1 km au nord-ouest de Maniitsoq, une ville située dans la municipalité de Qeqqata du centre-ouest du Groenland. Il peut servir aux avions ADAC, bien qu'il n'y ait pas de matériel de dégivrage à l'aéroport, ce qui est coûteux et problématique pendant l'hiver groenlandais.
Par le nombre de ses passagers, cet aéroport est le sixième aéroport du Groenland.

## Situation

### Carte des aéroports du Groenland
| \| 50 km1:7 213 000 \| Aasiaat · Paamiut · Nerlerit Inaat Ittoqqortoormiit Nuuk · Narsarsuaq Ilulissat · Upernavik Qaanaaq Kangerlussuaq · Maniitsoq Sisimiut Thulé Kulusuk |
| 50 km1:7 213 000 |